# Pseudeusemia longimaculata
Pseudeusemia longimaculata là một loài bướm đêm trong họ Geometridae.